# 维耶勒阿杜尔
维耶勒阿杜尔（法語：Vielle-Adour）是法国上比利牛斯省的一个市镇，属于塔布区。该市镇总面积5.82平方公里，2009年时的人口为491人。

## 人口
维耶勒阿杜尔人口变化图示